# Sándor Páll
Sándor Páll, en hongrois : Páll Sándor, en serbe : Шандор Пал et Šandor Pal (né le 15 février 1954 à Bačko Petrovo Selo et mort le 7 juillet 2010 à Novi Sad), est un homme politique serbe de la province autonome de Voïvodine. Il est président de l'Union démocratique des Hongrois de Voïvodine, un parti qui défend les intérêts des Hongrois de la province. 
Aux élections législatives serbes de 2007, Sándor Páll a conclu une alliance avec András Ágoston, du Parti démocratique des Hongrois de Voïvodine. Une coalition a été formée, qui portait le nom d'Union hongroise ; elle a obtenu 12 940 voix, soit 0,32 % des suffrages, score qui ne lui a pas permis de remporter de siège au Parlement de Serbie.